# علم الوظائف العصبية للأعضاء
الفزيولوجيا العصبية (بالإنجليزية: Neurophysiology)‏ هو فرع من فروع علم وظائف الأعضاء (الفزيولوجيا) يختص بدراسة وظائف الجهاز العصبي. يرتبط هذا المجال بكل من البيولوجيا العصبية وعلم النفس وطب الجهاز العصبي والفزيولوجيا العصبية السريرية والفزيولوجيا الكهربية والفزيولوجيا العصبية الفيزيائية وعلم السلوك (الإيثولوجيا) وتشريح الجهاز العصبي والعلوم المعرفية وغيرها من العلوم التي تهتم بدراسة المخ.
يعتبر عالم الأحياء الروسي إيفان سيتشينوف مؤسس الفيزيولوجيا الكهربية والفزيولوجيا العصبية.